# Providencia (batterio)
Providencia Ewing, 1962 è un genere di batteri Gram negativi, motili della famiglia Morganellaceae. Alcune specie (P. stuartii, per esempio) sono opportunistici patogeni nell'essere umano e possono causare infezioni delle vie urinarie, particolarmente in pazienti con uso di cateteri per lungo tempo (catetere Foley) o in casi di ustioni. Altre specie (per esempio P. burhodogranariea e P. sneebia) si trovano nell'emolinfa di Drosophila melanogaster, il moscerino della frutta.